# Земляника зелёная
Земляни́ка зелёная (лат. Fragária víridis), или Полуни́ца, или Клубни́ка лугова́я, или Клубни́ка степна́я, или Клубни́ка лесна́я, или Земляни́ка холми́стая — многолетнее растение; вид рода Земляника семейства Розовые.

## Название

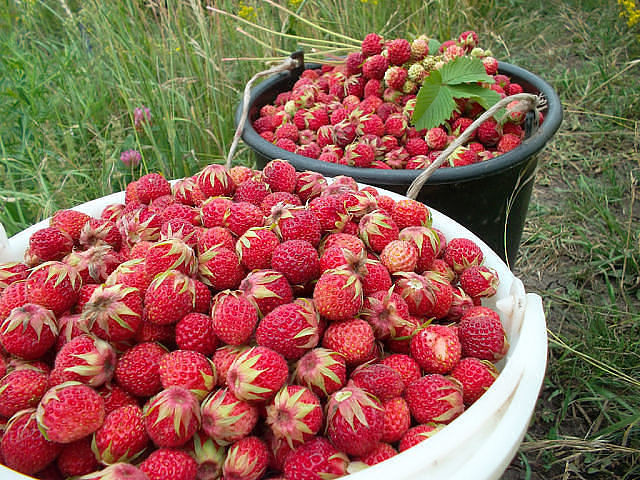
Свежесобранные плоды клубники, цветоложа трудно отделяются от плодов

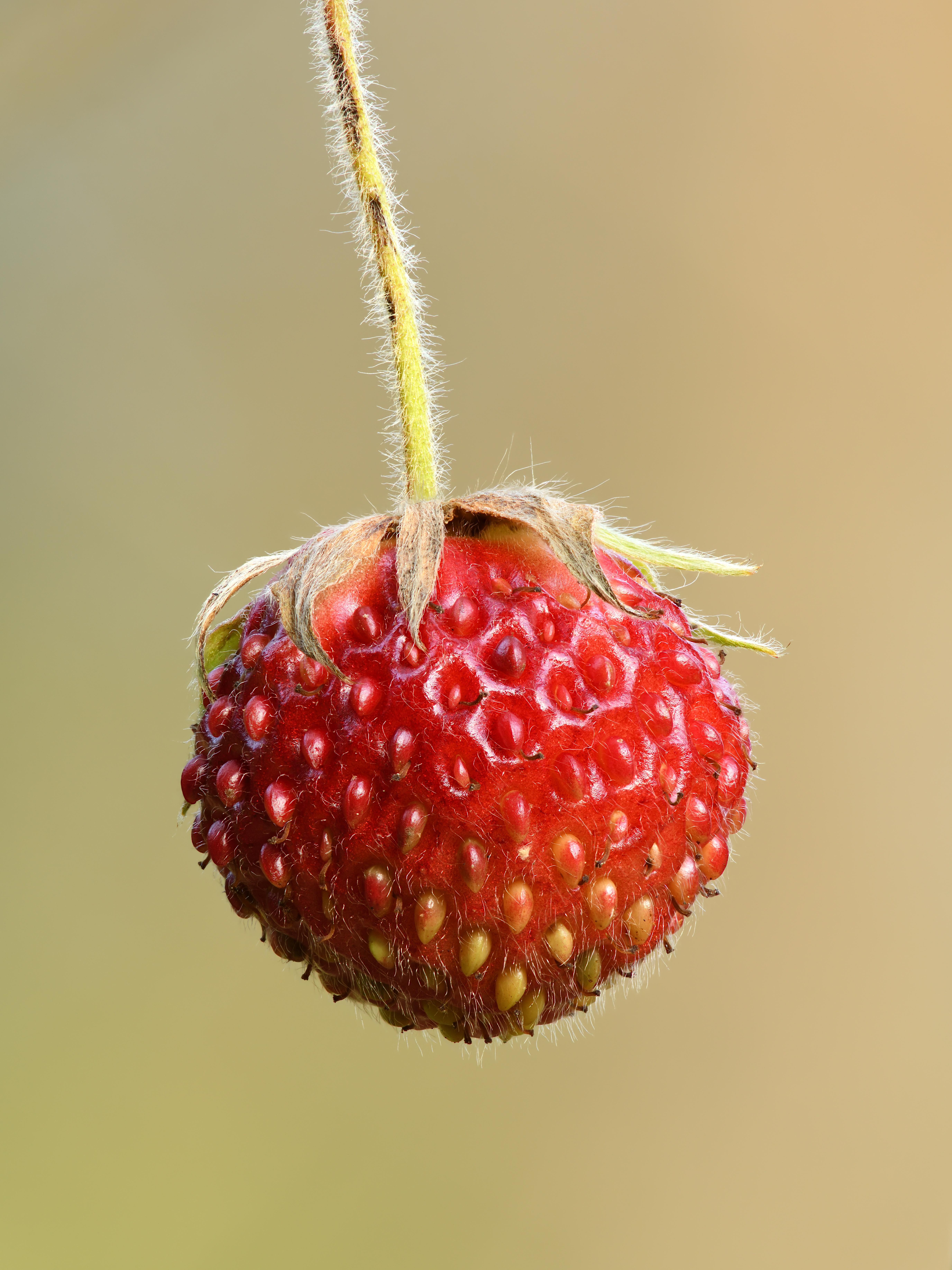
Плод

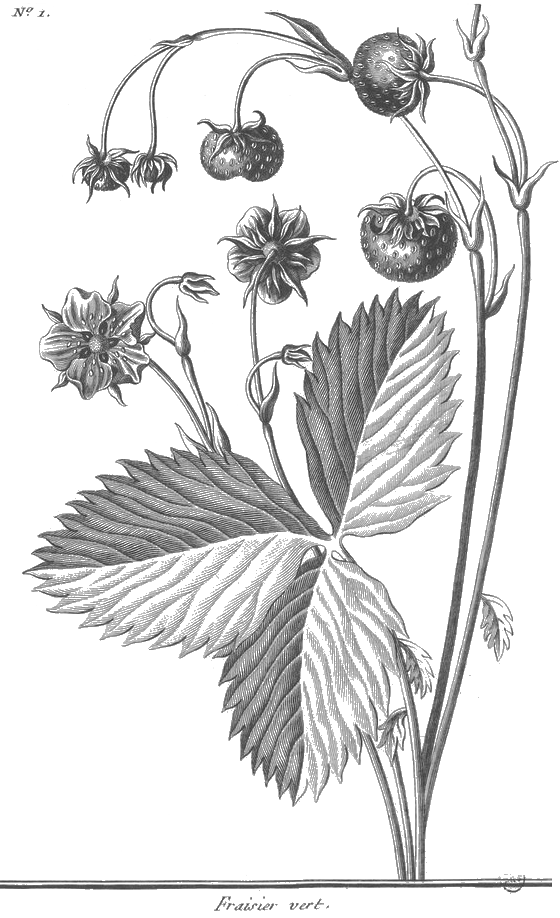
Fragaria viridis. Duch.

Изначально клубникой на Руси и в России многие века называлась именно Земляника зелёная, у которой ягоды шаровидной формы. Название «Клубника» происходит от славянского и старорусского слова «клуб», означающего «шаровидный, круглое тело». Но при научной классификации растений рода Земляника в XVIII веке данное название закрепилось не за ней, а за Земляникой мускатной, больше распространённой в Европе и в XVIII веке вытеснившей в садах в России культивируемую до того землянику зелёную. И поэтому, чтобы не путать ягоды, появились названия в зависимости от местности — «Клубника русская», «Клубника лесная», «Клубника луговая», «Клубника степная». Названию «Земляника зелёная» способствовало то, что у неё даже полностью не вызревшие ягоды, имеющие зеленовато-белый цвет, сладкие и мягкие, со специфическим вкусом. «Полуницей» называется из-за того, что практически вызревшие ягоды окрашены в красный цвет на солнечной стороне, а в тени долго остаются беловатыми (полукрасными). Так как ягоды по консистенции более плотные и твёрже ягод земляники лесной и земляники садовой, иногда также называется «грублянкой».
И именно о землянике зелёной, как о клубнике, написал А. С. Пушкин в своих автобиографических дневниках 19 ноября 1824 года, описывая события июля 1817 года в селе Михайловском:

1824. Ноября 19. Михайловское.
Вышед из Лицея, я почти тотчас уехал в Псковскую деревню моей матери. Помню, как обрадовался сельской жизни, русской бане, клубнике и проч., но всё это нравилось мне недолго. Я любил и доныне люблю шум и толпу и согласен с Вольтером в том, что деревня est le premier…
— А. С. Пушкин. Автобиографическая проза. 1824-1830 г.г.
Довольно часто в народе в России, в местностях, где она произрастает, её и называют историческим названием — клубникой. Однако она отличается по многим признакам от земляники ананасной, которая появилась массово в России только в XIX—XX веках и называется тоже клубникой, хотя произошла она от земляник виргинской и чилийской, а не от клубники садовой, клубники луговой, земляники лесной.

## Ботаническое описание

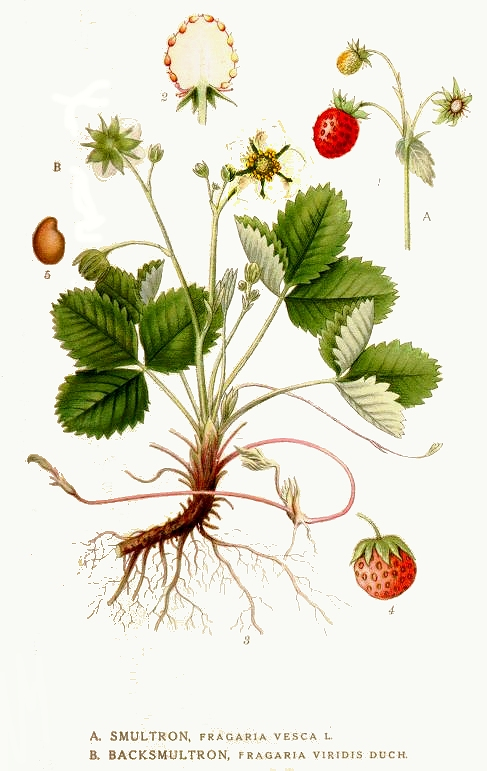
Клубника луговая (Земляника зелёная). Плод — изображение «B» (плод «А» — Земляника лесная).

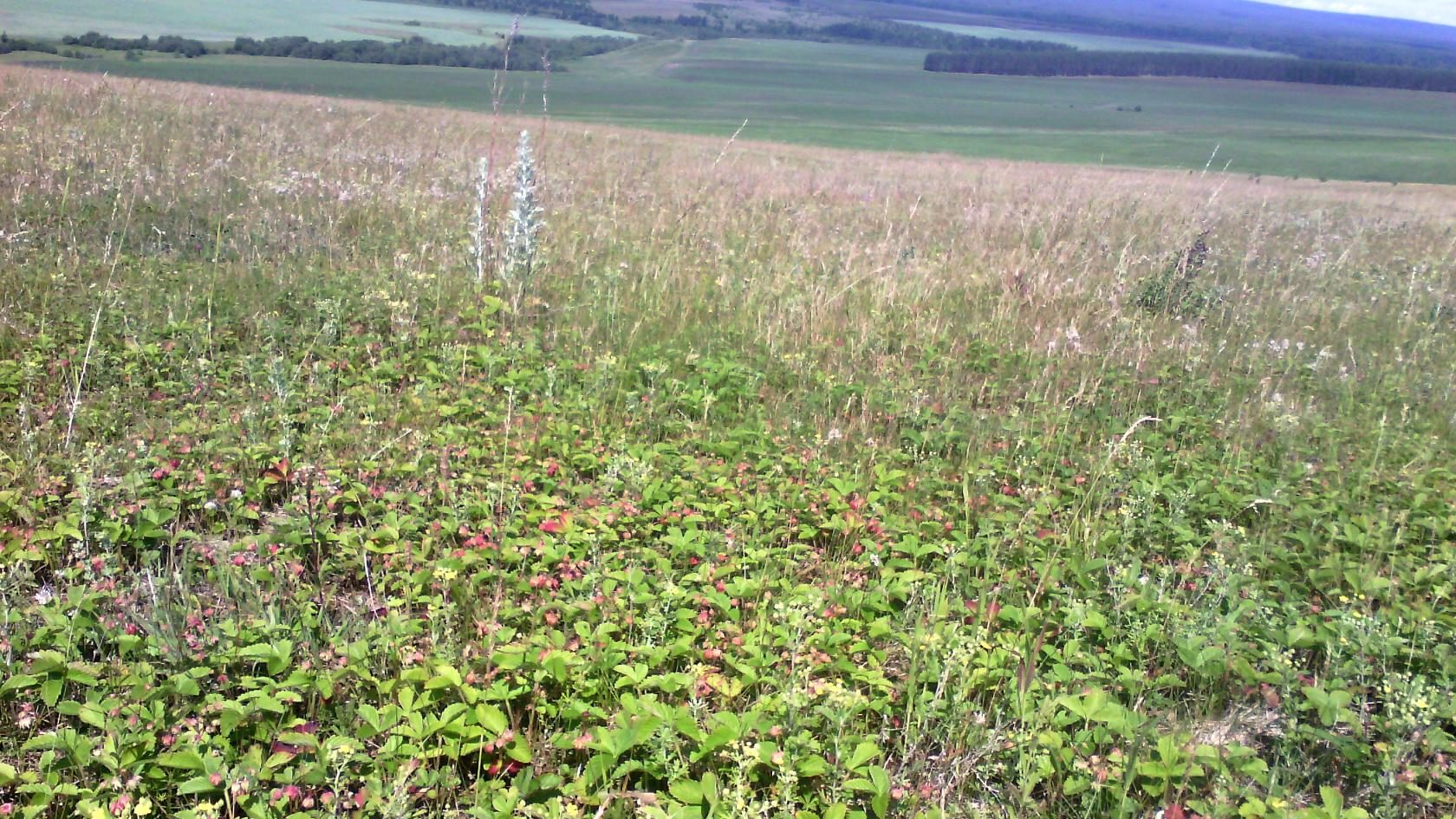
Клубничные луга на Среднем Урале

Многолетнее травянистое растение высотой 5—20 см, с толстым бурым корневищем. «Усы» короткие. Стебель тонкий.
Листья овальной или яйцевидной формы, более ромбовидные, тупозубчатые, снизу покрытыми густыми волосками.
Соцветие неправильное, малоцветковое. Цветки обоеполые, белого цвета диаметром до 20 мм. Лепестки на концах слегка заострённые, налегают краями друг на друга.
Плод — многоорешек, образующийся из разрастающегося, сросшегося с чашечкой цветоложа, в мякоть которого погружены мелкие орешки. Такой плод часто называют «земляничиной».
Плоды шаровидной формы, весом 1—2 г, с облегающей чашечкой, при полном созреваний — не облегает. Окрас при технической зрелости розово-красный с зеленовато-белыми участками, при полном созреваний — вишнёво-красный, имеют особый аромат. В отличие от других земляник плоды трудно отделяются от чашечки, срываются вместе с ней с характерным щелчком. По консистенции плотнее и транспортабельнее, чем у земляники лесной.
По числу хромосом: диплоид (2n = 14).
Землянику зелёную можно легко отличить от земляники лесной (Fragaria vesca) по листьям: конечный (верхний) зубец листа у первого вида короткий и его кончик находится на одной линии, проведённой между кончиками двух соседних боковых зубцов или даже не достигает её. У з. лесной конечный зубец длиннее и возвышается над соседними.

## Распространение и экология
Европейская часть России в пределах лесной зоны почти всех районов, в Крыму, во всех районах Западной и Восточной Сибири, в горах Средней Азии; вне России — в Западной Европе.

## Хозяйственное значение и использование

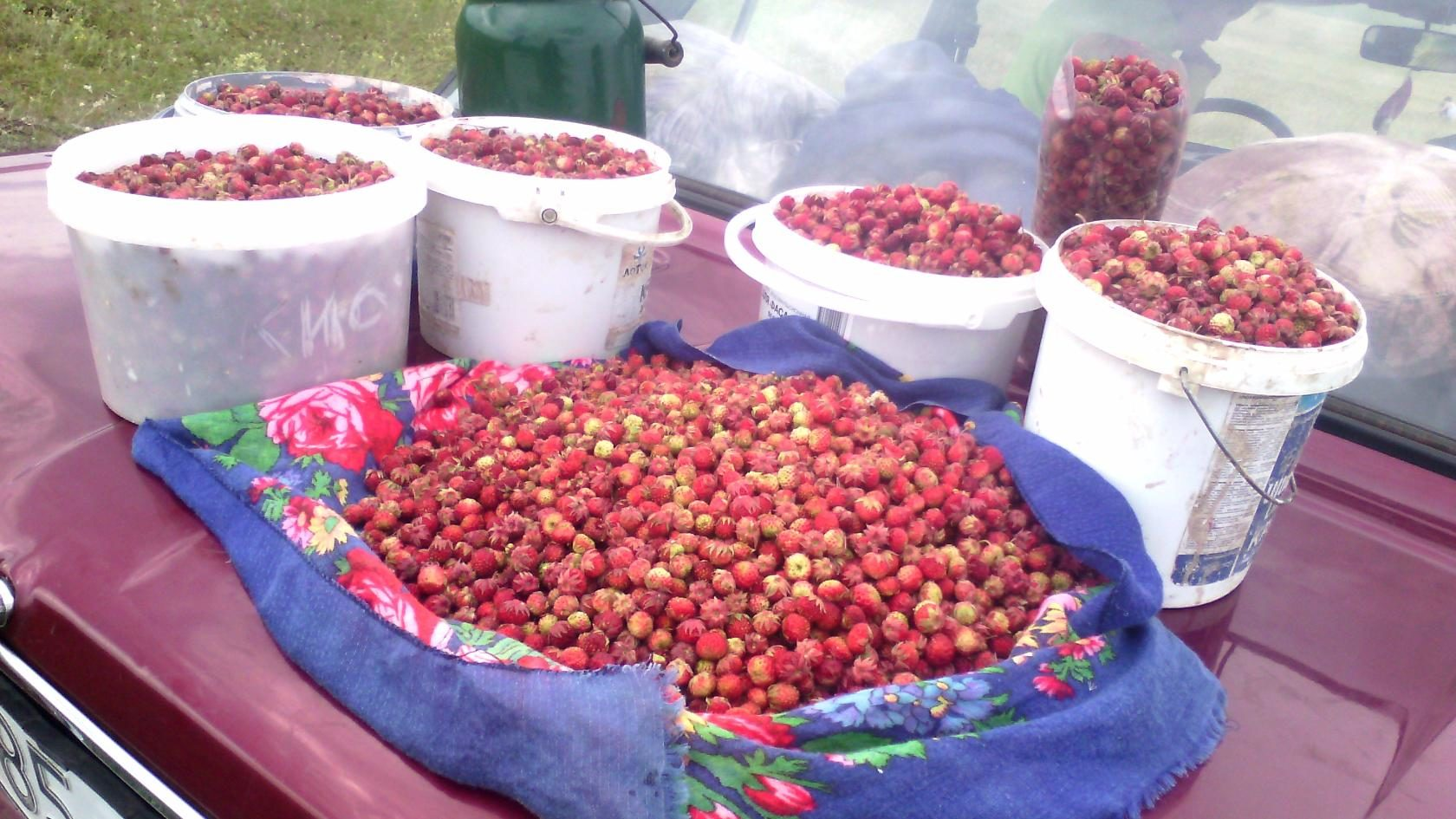
Урожай земляники

До введения в культуру в России земляники мускатной широко культивировалась в садах и называлась клубникой. После появления садовой земляники последняя вытеснила её, как и землянику мускатную. В местах произрастания широко собирается местным населением, так как земляника зелёная более урожайна, плоды крупнее, не обладает лёгкой горечью при приготовлении варенья, при заморозке и сушке, более сладкая, чем земляника лесная.
Ягода поедается пятнистым оленем. К выпасу не устойчива.
Плоды земляники зелёной обладают антиоксидантным действием.

## Классификация

### Таксономия
- Fragaria viridis Weston, 1771, Bot. Univ. 2: 327

Вид Земляника зелёная относится к роду Земляника (Fragaria) и включается в семейство Розовые (Rosaceae) порядка Розоцветные (Rosales), последовательно входящего в более крупные клады Фабиды → Розиды → Суперрозиды → Эвдикоты → Цветковые растения. Таксономическая схема в соответствии с Системой APG IV по состоянию на июнь 2024 года:
|  |                          |  |                                   |                                   |                   |  | еще 8 семейств | еще 8 семейств |                       |  |                         |  | еще 27 подтвержденных видов и 64 вида, ожидающих подтверждения | еще 27 подтвержденных видов и 64 вида, ожидающих подтверждения |  |
|  |                          |  |                                   |                                   |                   |  | еще 8 семейств | еще 8 семейств |                       |  |                         |  | еще 27 подтвержденных видов и 64 вида, ожидающих подтверждения | еще 27 подтвержденных видов и 64 вида, ожидающих подтверждения |  |
|  |                          |  |                                   | порядок Розоцветные               |                   |  |                |                | род Земляника         |  |                         |  |                                                                |                                                                |  |
|  |                          |  |                                   | порядок Розоцветные               |                   |  |                |                | род Земляника         |  | 2 внутривидовых таксона |  |                                                                |                                                                |  |
|  | клада Цветковые растения |  |                                   |                                   | семейство Розовые |  |                |                | вид Земляника зелёная |  |                         |  |                                                                |                                                                |  |
|  | клада Цветковые растения |  |                                   |                                   |                   |  |                |                |                       |  |                         |  |                                                                |                                                                |  |
|  |                          |  | ещё 63 порядка цветковых растений | ещё 63 порядка цветковых растений |                   |  |                | еще 116 родов  | еще 116 родов         |  |                         |  |                                                                |                                                                |  |
|  |                          |  |                                   | ещё 63 порядка цветковых растений |                   |  |                |                | еще 116 родов         |  |                         |  |                                                                |                                                                |  |

### Синонимы
- Fragaria vesca var. pratensis L.
- Fragaria bifera (Duchesne ex Sm.) Duchesne ex Steud.
- Fragaria breslingea var. viridis (Weston) Ser.
- Fragaria calycina Loisel.
- Fragaria consobrina Jour. & Fourr.
- Fragaria pendula Duchesne
- Fragaria pratensis Duchesne
- Fragaria vesca subsp. viridis (Weston) Rivas Goday & Borja
- Fragaria vesca var. viridis (Weston) Fiori
- Fragaria viridis Duchesne
- Potentilla viridis (Weston) Prantl

| |  |  |  |
| Земляника зелёная (Fragaria viridis), слева направо: плодоносящее растение; плоды клубники; цветы (слева земляника лесная, справа клубника луговая); плоды (слева для сравнения — плоды земляники лесной) |  |  |  |